# Adonias Fonseca
Adonias Fonseca Rodrigues (Miraí, 1994) é um jogador de Futebol freestyle brasileiro, campeão latino-americano da modalidade em 2018

## Carreira
Desde muito novo, Adonias apresentava muita habilidade com a bola nos pés. Seus planos de virar jogador de futebol, porém, foram interrompidos após sofrer uma grave lesão na perna, e ferimentos na costela e na cabeça, ao tentar fechar a garagem de sua casa, e o portão, que pesava cerca de 200kg, sair do trilho e cair em cima dele. Ao fazer fisioterapia, como uma atividade apoio no processo de recuperação, Adonias começou a tentar ensaiar embaixadinhas e se aproximou do Futebol freestyle.

Em 2014, ele gravou um comercial para o Banco Bradesco. Também em 2014, fez apresentações de Futebol freestyle no intervalo de quatro jogos oficiais da Copa do Mundo, incluindo a abertura oficial: Brasil e Croácia (SP) e também a final, Alemanha x Argentina (RJ).
Em 2015, ele fez parte do comercial da Adidas para as Olimpíadas de 2016, dividindo o vídeo com os jogadores brasileiros: Gabriel Jesus (Palmeiras), Samir (Flamengo) e Marlon (Fluminense), além das irmãs Bia e Branca Feres, do nado sincronizado.
Em 2016, foi um dos representantes do Futebol freestyle na Premier Futsal, quando defendeu a equipe do Goa 5s.
Em 2016, 2017 e 2018, Adonias participou do desafio Reis do Drible.
Desde janeiro de 2020, Adonias é embaixador da marca esportiva Penalty

## Aparições
Adonias participou e teve seus vídeos exibidos em mais de 30 programas de Televisão.
Programa do Sílvio Santos, Jornal Nacional, Programa da Eliana, Programa do Ratinho, Domingo Legal, Qual é o seu Talento?, Ana Maria Braga – Mais Você, Criança Esperança, Legendários, Pingou na Rede Record, Achei na Net Rede TV, Alterosa Esporte, Fiz na MTV, Esporte Interativo, Tv Integração e Verão Espetacular e Globo Esporte.
Também teve participação na programação da Copa do Mundo de Futebol de 2014

## Conquistas
- 2011 - Vencedor do Torneio Freestyle Mais Você[10]
- 2011 - Top 16 Brasil - RedBull
- 2011 - Semifinalista: 'Qual é o seu talento?'
- 2013 - 2º Lugar: ‘Show de Calouros’ - Programa Sílvio Santos
- 2014 - Semifinalista  ‘Famosos do youtube’ - Programa da Eliana
- 2015 - 1º Lugar: Gillete Barcelona – Master of Precision
- 2015 - 1º Lugar: ‘Dez ou mil’ - Programa do Ratinho
- 2015 - 3º Lugar: Federação Brasileira de Freestyle
- 2016 - 1º Lugar: Campeonato Brasileiro de Freestyle - FreeBattle[11]
- 2017 - 3º Lugar: Sick 3 Latino Americano
- 2017 - 1º Lugar: Tango League Adidas
- 3º Lugar: Arnold Sports World Futebol Freestyle  2018
- 2018 - 3º lugar latino-americano de Futebol freestyle[1]

4 vezes campeão do Reis do Drible
Campeão Brasileiro Freestyle Free battle

## Fora do país
2013 China: Durante 3 meses, realizou apresentações nos intervalos dos jogos, em programas de TV, escolas, eventos, etc. Percorreu mais de 15 cidades da China.
Gravou ao vivo no canal ‘’CCTV-5 ‘’ em programa especial com David Beckham!
2014 (Finlândia-Suécia): Adonias fez shows no ‘’Mega Navio’’ durante 3 meses.
Navegando em mar Europeu, de um país para o outro, o atleta mostrou seu talento e para a tripulação. 
2015 Espanha : Adonias foi Campeão Brasileiro do torneio ‘’ Mestres da Precisão‘’ realizado pela Gillette. Como prêmio o atleta ganhou uma viagem para Barcelona para assistir ‘’El clássico’’ Barcelona X Real Madrid. Ainda em Barcelona, Adonias se apresentou para o time de Futsal do Barcelona. O vídeo foi postado na página oficial do F.C Barcelona para 90 milhões de pessoas.
2016  Índia: Adonias gravou um videoclipe para música oficial do Premier Futsal. Como resultado do trabalho, Adonias foi convidado a jogar na liga. Ao lado dos campeões mundiais de futebol Ronaldinho Gaúcho e Cafu, o time GOA foi até a semifinal da liga .
2018 : Kuwait – Adonias foi convidado a jogar o torneio All Roundan no KUWAIT, no mesmo time do jogador KAKA.

2019: Kuwait - Novamente foi convidado a jogar o torneio All Roundan, dessa vez no  time do jogador Falcão. 